# Takumi Saitō
Takumi Saitō (斎藤 工?, Saitō Takumi; Tokyo, 22 agosto 1981) è un attore, modello e cantante giapponese.

## Carriera
Takumi Saitō debutta come attore nel 1992, interpretando una piccola parte nel drama giapponese Ippai no kakesoba, lavorando negli anni successivi come modello, tra gli altri per Calvin Klein ed Issei Miyake. Nel 2001 recita in Toki no kaori: Remember me, ma è soprattutto nel 2006 quando Saitō lavora nell'adattamento musical del manga Prince of Tennis che l'attore ottiene una certa popolarità.
Sarà in Princess Princess D del 2006, adattamento in dorama dell'omonimo anime. Tuttavia il suo ruolo più significativo è senz'altro quello di Noeru Kisaragi nel difficile film che racconta una problematica storia d'amore omosessuale: Boys Love del regista Kotaro Terauchi. Il film racconta la storia dell'editore di una rivista che incontra ed intervista un giovane modello (e scoprirà in seguito anche gigolò), e ne viene presto attratto. A seguito del successo riscontrato lo stesso regista l'anno successivo girò Boys Love gekijouban, una 2º versione di Boys Love ma con trama e attori differenti.
Un altro suo importante lavoro è stato il successivo Sukitomo, altro film a tematica gay del 2007 ed il seguente Itsuka no kimi e dello stesso anno. La sua naturalezza attoriale espressiva ha contribuito a dare un'immagine "normalizzata" dell'amore gay al punto da renderlo un tema accessibile e comprensibile (vale a dire universale) anche al grande pubblico. Ma il rischio era forse quello di bloccarsi all'interno d'un tipo di personaggio oscuro e bello, misterioso e ambiguo. Amplia pertanto genere e nello stesso anno 2007 fa parte del cast del dorama più leggero Delicious Gakuin; nel 2009 all'ultimo film Special della serie Gokusen e nel 2011 alla 2ª serie remake di Hanazakari no kimitachi e.
Nel 2010 ha inoltre interpretato la parte di Yamamoto nel film live action Space Battleship Yamato ispirato all'anime Star Blazers.

## Filmografia

### Attore

#### Cinema
- Toki no kaori: Remember me, regia di Naoto Yamakawa (2001)
- Umizaru, regia di Eiichirō Hasumi (2004)
- Kabuto-Ō Bītoru, regia di Minoru Kawasaki (2005)
- Tennis no oujisama, regia di Yūichi Abe (2006)
- Ulysses, regia di Takayuki Niwa - cortometraggio (2006)
- Zura Deka, regia di Minoru Kawasaki (2006)
- Boys Love, regia di Kōtarō Terauchi (2006) Uscito in home video
- Sukitomo, regia di Mitsuhiro Mihara (2006)
- A! Osara ni kubi ga notteiru!, regia di Minoru Kawasaki - cortometraggio (2007) Uscito in home video
- Itsuka no kimi e, regia di Kei Horie (2007)
- Kurianesu, regia di Tetsuo Shinohara (2007)
- Tamami: The Baby's Curse (Akanbo shōjo), regia di Yūdai Yamaguchi (2008)
- Shunkinshō, regia di Satoshi Kaneda (2008)
- Kujira: Gokudo no Shokutaku, regia di Kazuhiro Yokoyama (2009)
- Gekijō-ban: Erîto Yankī Saburō, regia di Yūdai Yamaguchi (2009)
- Vampire Girl vs. Frankenstein Girl (Kyūketsu Shōjo tai Shōjo Furanken), regia di Yoshihiro Nishimura e Naoyuki Tomomatsu (2009)
- Kafe souru, regia di Masaharu Take (2009)
- 20-seiki shōnen: Saishū-shō - Bokura no hata, regia di Yukihiko Tsutsumi (2009)
- RoboGeisha (RoboGeisha), regia di Noboru Iguchi (2009)
- Akumu no erebētā, regia di Keisuke Horibe (2009)
- Shibuya, regia di Shinichi Nishitani (2010)
- Kyōretsu mōretsu! Kodai shōjo Dogu-chan matsuri! Supesharu mūbī edishon, regia di Noboru Iguchi (2010)
- 13 assassini (Jūsan-nin no shikaku), regia di Takashi Miike (2010)
- Nihon bundan: Heru doraibā, regia di Yoshihiro Nishimura (2010)
- Saibanchou! Koko wa choueki 4-nen de dousuka, regia di Keisuke Toyoshima (2010)
- Space Battleship Yamato (Supēsu Batorushippu Yamato), regia di Takashi Yamazaki (2010)
- Kimi no sukina uta, regia di Kenji Shibayama (2011)
- Asu naku, regia di Makoto Naitō (2011)
- Gyakuten saiban, regia di Takashi Miike (2012)
- Furyou shounen: 3,000-nin no atama, regia di Keiji Miyano (2012)
- Ai to makoto, regia di Takashi Miike (2012)
- Mememe no kurage, regia di Takashi Murakami (2013)
- Warau kyotou, regia di Takayuki Takuma (2013)
- Goddotan: Kisu gaman senshuken the Movie, regia di Nobuyuki Sakuma (2013)
- Nuigurumā Z, regia di Noboru Iguchi (2013)
- Ninja Theory, regia di Takashi Iitsuka - cortometraggio (2013)
- Dakishimetai: Shinjitsu no monogatari, regia di Akihiko Shiota (2014)
- Ninja Torakage, regia di Yoshihiro Nishimura (2014)
- Yokudō, regia di Kiki Sugino (2014)
- Haruko chōjō genshō kenkyūjo, regia di Lisa Takeba (2015)
- Tag (Riaru onigokko), regia di Sion Sono (2015)
- Kazoku gokko, regia di Hanta Kinoshita ed Eiji Uchida (2015)
- 7's, regia di Michihito Fujii (2015)
- Mubansō, regia di Hitoshi Yazaki (2016)
- Kōdaike no hitobito, regia di Masato Hijikata (2016)
- Danchi, regia di Junji Sakamoto (2016)
- Zenin, Kataomoi, regia di Michihito Fujii, Keinosuke Hara, Ken Iizuka, Hidehiro Ito, Koto Nagata, Takayuki Takuma e Santa Yamagishi (2016)
- Something Blue, regia di Takayuki Takuma - cortometraggio (2016)
- Shin Godzilla (Shin Gojira), regia di Hideaki Anno e Shinji Higuchi (2016)
- Re:Born, regia di Yūji Shimomura (2016)
- Tanemaku tabibito: Yume no tsugiki, regia di Kiyoshi Sasabe (2016)
- High&Low The Red Rain, regia di Yūdai Yamaguchi (2016)
- Blank 13, regia di Takumi Saitō (2017)
- Kodoku: Mītobōru mashin, regia di Yoshihiro Nishimura (2017)
- Burū Hātsu ga kikoeru, regia di Noboru Iguchi, Ken Iizuka, Shin'ichi Kudō, Sang-il Lee, Takashi Shimizu e Ten Shimoyama (2017)
- Kurosu, regia di Shinji Kugimiya e Kazuyoshi Okuyama (2017)
- Hirugao, regia di Hiroshi Nishitani (2017)
- Manhunt (Zhui bu), regia di John Woo (2017)
- Tokyo Vanpaia Hoteru: Eiga-ban, regia di Sion Sono (2017)
- Ramen Teh, regia di Eric Khoo (2018)
- Ikiru machi, regia di Hideo Sakaki (2018)
- Kyonen no fuyu, kimi to wakare, regia di Tomoyuki Takimoto (2018)
- Nomitori zamurai, regia di Yasuo Tsuruhashi (2018)
- Sorōkin no mita sakura, regia di Masaki Inoue (2019)
- Mājan hōrōki 2020, regia di Kazuya Shiraishi (2019)
- Diner, regia di Mika Ninagawa (2019)
- Vise, regia di Yasuhiko Shimizu (2019)
- Wotaku ni koi wa muzukashii, regia di Yūichi Fukuda (2020)
- Comply+-Ance, regia di Takumi Saitō (2020)
- Fukushima (Fukushima 50), regia di Setsurō Wakamatsu (2020)
- Damashie No Kiba, regia di Daihachi Yoshida (2020)
- Secret × Heroine Phantomirage!: Eiga ni Natte Chodaishimasu, regia di Takashi Miike (2020)
- The 12 Day Tale of the Monster that Died in 8, regia di Shunji Iwai (2020)
- Yarn, regia di Takahisa Zeze (2020)
- Kokoduna 19-ji, regia di Sion Sono - cortometraggio (2020)
- The Blood of Wolves II, regia di Kazuya Shiraishi (2021)
- Shin Ultraman, regia di Shinji Higuchi (2022)
- Shin Kamen Rider, regia di Hideaki Anno (2023)

#### Televisione
- Taiho shichauzo – serie TV, 9 episodi (2002)
- Ai to shihonshugi, regia di Takumi Saitō – film TV (2003)
- Be-Bop High School, regia di Fuminori Kaneko – film TV (2004)
- Higuchi Ichiyo monogatari, regia di Kanji Takenoshita – film TV (2004)
- Tōkyō michika – serie TV, 4 episodi (2004)
- Umizaru – serie TV, 11 episodi (2005)
- Garo – serie TV, 1 episodio (2005)
- Purinsesu purinsesu D – serie TV, 10 episodi (2006)
- Derishasu gakuin – serie TV, 1 episodio (2007)
- Boys esute – serie TV, 12 episodi (2007)
- Kaze no hate – serie TV, 8 episodi (2007)
- Furu suingu – serie TV, 6 episodi (2008)
- Shichinin no onna bengoshi – serie TV, 1 episodio (2008)
- Otokomae! – serie TV, 13 episodi (2008)
- Fumō chitai – serie TV, 8 episodi (2009)
- Cheisu: Kokuzei sasatsukan – serie TV, 1 episodio (2010)
- Gegege no nyōbō – serie TV, 156 episodi (2010)
- Keizoku 2: SPEC - Keishichou kouanbu kouan daigoka mishou jiken tokubetsu taisakugakari jikenbo – serie TV, 1 episodio (2010)
- Sayonara, Aruma: Akagami wo moratta inu – film TV (2010)
- Kurohyō: Ryū ga Gotoku Shinshō – serie TV, 12 episodi (2010-2012)
- Saijō no meii – serie TV, 1 episodio (2011)
- Hagane no onna – serie TV, 9 episodi (2011)
- Hana zakari no kimi tachi e: Ikemen paradaisu – serie TV, 1 episodio (2011)
- Q.P. – serie TV, 1 episodio (2011)
- Yōkai ningen Bem – serie TV, 1 episodio (2011)
- Gou: Himetachi no Sengoku – serie TV, 46 episodi (2011)
- Aibō – serie TV, 1 episodio (2012)
- Ren'ai kentei – serie TV, 1 episodio (2012)
- 37 sai de isha ni natta boku: kenshûi junjô monogatari – serie TV, 11 episodi (2012)
- Boys on the Run – serie TV, 9 episodi (2012)
- Yae no sakura – serie TV, 1 episodio (2013)
- Itsuha hi no ataru basho de – serie TV, 10 episodi (2013)
- Karamazov no kyōdai – miniserie TV (2013)
- Supesharisuto, regia di Gō Shichitaka – film TV (2013)
- Garasu no ie, regia di Yoshio Watanabe e Kazuki Watanabe – miniserie TV (2013)
- Olympic no minoshirokin – serie TV, 2 episodi (2013)
- Koi – film TV (2013)
- Misu pairotto – miniserie TV (2013)
- Kamen Teacher Special, regia di Ryo Nishimura e Kyōji Ohtsuka – film TV (2014)
- Supesharisuto 2, regia di Gō Shichitaka – film TV (2014)
- Boku no ita jikan – miniserie TV (2014)
- Itsuka hi no ataru basho de: Special, regia di Miki Shibuya – film TV (2014)
- Out Burn: Marubo no onnna deka Yagami Eiko, regia di Masaki Nishiura – film TV (2014)
- Hirugao: Heijitsu gogo 3 ji no koibitotachi, regia di Hiroshi Nishitani, Mai Takano, Mizuki Nishisaka e Michio Mitsuno – miniserie TV (2014)
- Dāku sūtsu, regia di Masaya Iseda e Shōhei Doi – miniserie TV (2014)
- Ishitachi no Ren'ai Jijō – miniserie TV (2015)
- Hontō ni atta Kowai Hanashi Summer Special 2015, regia di Tomonobu Moriwaki e Norio Tsuruta – film TV (2015)
- Otona Joshi, regia di Ryō Tanaka e Munenori Sekino – miniserie TV (2015)
- Saijō no meii, regia di Manabu Asō – film TV (2016)
- Rinshō Hanzai Gakusha Himura Hideo no Suiri, regia di Noriyoshi Sakuma, Hiroto Akashi e Masashi Asami – miniserie TV (2016)
- Kōdaike no Hitobito – miniserie TV (2016)
- Unmei ni, nita koi – miniserie TV (2016)
- Sekai no Yami Zukan – miniserie TV di cortometraggio (2017)
- Tokyo Vanpaia Hoteru – miniserie TV, 1 episodio (2017)
- Frankenstein no Koi – miniserie TV (2017)
- Akira to Akira – miniserie TV (2017)
- Keiji yugami – miniserie TV, 1 episodio (2017)
- Tantei Monogatari, regia di Masaya Kakehi – film TV (2018)
- Hanbun, aoi. – serie TV, 9 episodi (2018)
- Harassment Game – miniserie TV (2018)
- Will This Love Is a Checkmate? – miniserie TV (2018)
- BG: Shinpen keigonin – serie TV, 16 episodi (2018-2020)
- The Big White Tower – miniserie TV, 2 episodi (2019)
- Single Tokyo Man – serie TV, 8 episodi (2019)
- Secret × Heroine Phantomirage! – miniserie TV, 2 episodi (2019)
- Criminologist Himura and Mystery Author Arisugawa 2019 – serie TV (2019)
- Penshion: Koi wa Momoiro – miniserie TV (2020)
- Kyouen NG – miniserie TV (2020)
- Surrogacy, regia di Arai Toshio – special TV (2021)
- Iki wo Hisomete – serie TV (2021)
- Towako Omameda and Her Three Ex-husbands – serie TV, 2 episodi (2021)

### Regista
- Baransā - cortometraggio (2014)
- Hanbun no sekai - cortometraggio (2015)
- Blank 13 (2017)
- Folklore – miniserie TV, 1 episodio (2018)
- Food Lore – serie TV, 1 episodio (2019)
- Comply+-Ance (2020)
- Zokki (2020)

### Sceneggiatore
- Comply+-Ance, regia di Takumi Saitō (2020)

### Produttore
- Vise, regia di Yasuhiko Shimizu (2019)

## Doppiatore
- Siren 2 - videogioco (2006)
- Black Panther 2: Yakuza Azura - videogioco (2012)
- A.I. Love You, regia di Shōgo Miyaki (2016)

## Discografia

### Album
- 2006: Musical Tennis no Oujisama: Best Actor Series 004 (Saito Takumi nei panni di Oshitari Yuushi e Aoyagi Ruito in quelli di Mukahi Gakuto)
- 2007: Kokoro no Gururi (EP)

### Singoli
- 2011: Sansan

## Riconoscimenti
- 2017 – Shanghai International Film Festival
  - Asian New Talent Award al miglior regista per Blank 13
- 2017 – Pacific Meridian International Film Festival of Asia Pacific Countries
  - Premio della Giuria per il miglior attore per Blank 13 (con Issey Takahashi e Lily Franky)
- 2017 – International Film Festival of India
  - Nomination miglior film per Blank 13
  - Nomination miglior regista per Blank 13
- 2018 – Hong Kong Asian Film Festival
  - Nomination New Talent Award per Blank 13
- 2019 – Asian Academy Creative Awards
  - Nomination miglior fotografia per l'episodio "Tatami (Japan)" della serie Folklore
- 2020 – Asian Academy Creative Awards
  - Nomination Best Direction (Fiction) per l'episodio "Life in a Box" della serie Food Lore